# بيرسي كولكوهون
بيرسي كولكوهون (بالإنجليزية: Percy Colquhoun)‏ هو لاعب اتحاد الرغبي أسترالي، ولد في 28 سبتمبر 1866 في مايتلاند في أستراليا، وتوفي في 23 أكتوبر 1936 في سيدني في أستراليا.